# Prosuccingulum aberrans
Prosuccingulum aberrans là một loài ruồi trong họ Tachinidae.